# Christina Hendricks
 Christina Rene Hendricks (Knoxville, 3 de maio de 1975) é uma atriz e ex-modelo norte-americana. Com uma extensa carreira no cinema, televisão e no palco, ela recebeu vários prêmios, incluindo dois Screen Actors Guild Awards e dois Critics' Choice Awards, bem como indicações para seis Primetime Emmy Awards. conhecida por interpretar o papel de Joan Holloway na série Mad Men, da AMC, e o papel de Saffron na série Firefly,  da FOX. Christina foi nomeada "a mulher mais sexy do mundo" em 2010, numa votação de leitoras femininas na revista Esquire.
Nascida de mãe norte-americana e pai inglês em Knoxville, Tennessee, Hendricks foi criada em Portland, Oregon, e Twin Falls, Idaho, onde se tornou ativa no teatro local. Depois de concluir o ensino médio na Virgínia , ela se mudou para Nova York e seguiu carreira como modelo após sua entrada em um concurso de capa da Seventeen. Ela continuou a trabalhar internacionalmente como modelo por mais de uma década antes de fazer a transição para a atuação.
Hendricks teve papéis recorrentes em várias séries de televisão, incluindo Beggars and Choosers (2001–2002) e Kevin Hill (2004–2005) antes de ser escalada como Joan Holloway na série dramática de época da AMC Mad Men em 2007, da qual ela permaneceu como membro do elenco principal até a conclusão da série em 2015. Ela recebeu aclamação da crítica por seu papel, incluindo seis indicações ao Emmy Awards e vários Screen Actors Guild Awards de Melhor Elenco. Enquanto estava em Mad Men, ela também começou a aparecer em filmes, recebendo críticas por sua atuação no drama de ação Drive (2011), de Nicolas Winding Refn, no drama Ginger & Rosa (2012), de Sally Potter, e na fantasia neo-noir Lost River (2014), de Ryan Gosling.
Após a conclusão de Mad Men, Hendricks estrelou a série de comédia Another Period de 2015 a 2016, e na série dramática da Sundance TV Hap and Leonard (2016). Ela se reuniu com Refn para um papel coadjuvante em seu filme de suspense The Neon Demon (2016), seguido por papéis na comédia Fist Fight (2017), no filme de terror The Strangers: Prey at Night (2018) e na comédia de animação Toy Story 4 (2019). Ela voltou à televisão com papéis principais na série de drama policial Tin Star (2017–2019) e na série de comédia e crime da NBC Good Girls (2018–2021). 

### Biografia
Hendricks nasceu em Knoxville, Tennessee, a segunda filha da mãe norte-americana Jackie Sue Hendricks (nascida Raymond), uma psicóloga, e do pai inglês Robert Hendricks, um funcionário do Serviço Florestal originalmente de Birmingham. Por meio de seu pai, ela tem dupla cidadania britânica e americana. Ela tem um irmão mais velho. Sua família se mudou com frequência devido ao trabalho de seu pai no Serviço Florestal - primeiro para a Geórgia quando ela tinha dois meses de idade, depois para Portland, Oregon , onde ela frequentou a escola primária.
Quando Hendricks tinha nove anos, a família mudou-se de Portland para Twin Falls, Idaho, onde ela concluiu o ensino fundamental e médio. Ela descreveu sua família como "ao ar livre", relatando que eles frequentemente faziam acampamentos no noroeste do Pacífico. Sua mãe a encorajou e seu irmão a se juntarem a um grupo de teatro local em Twin Falls para fazer amigos, e Hendricks apareceu em uma produção de Grease lá. Ela lembrou: "Eu tinha todos esses amigos incríveis por meio da companhia de teatro. E era uma comunidade que realmente respeitava o teatro. As crianças encenavam uma peça e a cidade inteira se apresentava. E você era legal se fosse ator." Loira natural, Hendricks começou a pintar o cabelo de vermelho aos 10 anos, inspirada no livro Anne of Green Gables.
Quando Hendricks era adolescente, o trabalho de seu pai exigiu que a família se mudasse para perto de Washington, DC . Eles se estabeleceram em Fairfax, Virgínia. Ela descreveu a mudança de Idaho para a Virgínia como "traumática" para ela, e ela era frequentemente intimidada enquanto frequentava a Fairfax High School. Hendricks se descreveu como uma "pária" e uma " gótica " e encontrou companhia no departamento de teatro da escola, onde apareceu em peças. Além do teatro, ela estudou balé durante sua adolescência. Ela deixou a Fairfax High School em seu último ano e completou seus estudos em uma faculdade comunitária local.

## Carreira
Christina fez uma série de aparições na televisão, começando como regular na série televisiva Beggars and Choosers. Desde então, ela estrelou a série The Big Time e The Court, juntamente com Sally Field e Craig Bierko, bem como o drama jurídico Kevin Hill. Ela também teve papéis recorrentes em ER e Firefly e co-atuou em episódios de Angel, Miss Match, Tru Calling, Presidio Med, Without a Trace, e Las Vegas. Christina atuou ao lado de Kip Pardue em South of Pico. La Cucina, um premiado filme indie, estreou no canal Showtime, em dezembro de 2009, no qual Hendricks faz par romântico com um escritor sexy interpretado por Joaquim de Almeida. Ela já apareceu em quatro episódios de Life no papel recorrente de Olivia. Ela também  participou no teledisco da música "The Ghost Inside", dos Broken Bells.
O seu trabalho mais conhecido é o de Joan Holloway, na premiada série Mad Men. Hendricks interpreta a gerente do escritório da agência de publicidade Sterling Cooper, fornecendo orientação para um grupo de mulheres que têm que lidar com a insensibilidade dos executivos de publicidade profissional.
Atualmente interpreta Beth Boland, uma dona de casa que se torna criminosa procurada pelo FBI na série da NBC, Good Girls.

### 1994–2006: Carreira de modelo e início da atuação

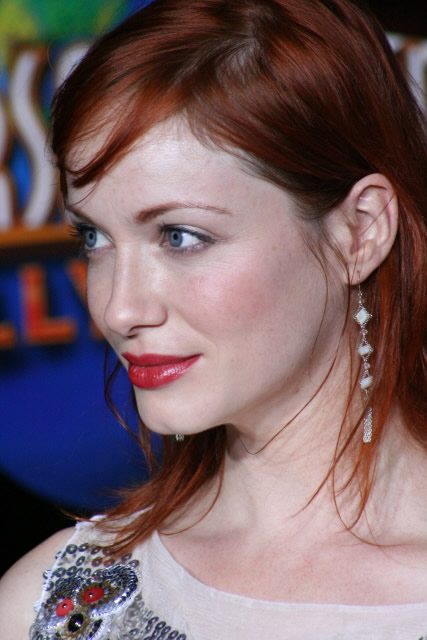
Hendricks em 2005

Após o ensino médio, Hendricks trabalhou como recepcionista e lavadora de xampu em um salão de beleza antes de entrar em um concurso para aparecer na capa da revista Seventeen . Isso resultou em sua assinatura com a IMG Models, após o que ela se mudou para Nova York aos 18 anos, renunciando à sua pré-aceitação na escola de teatro da Virginia Commonwealth University.
Ela começou a modelar em Nova York, Londres e Japão entre as idades de 18 e 27 anos antes de fazer a transição para comerciais. Ela morou em Londres por cerca de um ano durante este período, morando com dois amigos que eram professores. Aos vinte e poucos anos, ela se mudou com sua mãe e irmão para Los Angeles, Califórnia. Inicialmente, ela seguiu uma carreira no setor administrativo da indústria musical, mas foi dissuadida por amigos e continuou trabalhando como modelo antes de fazer testes para papéis de atuação. Ela apareceu em comerciais para Carl's Jr. e Dr. Pepper, e estrelou o videoclipe de "One Hit Wonder" (1997) da Everclear . Ela foi a modelo de mão no pôster do filme Beleza Americana.
Ela fez sua estreia na televisão na série de antologia da MTV Undressed. Seu primeiro papel principal foi como estagiária em Beggars and Choosers, uma série de comédia da Showtime sobre um grupo de jovens profissionais que foi filmada em Vancouver e durou de 1999 a 2001. Ela também teve um papel especial na série Angel em 2000. Posteriormente, ela apareceu no filme para televisão The Big Time (2002) e teve papéis recorrentes em ER (2002), The Court (2003) e Firefly (2002–2003). Depois de uma aparição especial em Tru Calling, ela foi escalada como Nicolette Ray no drama jurídico da UPN Kevin Hill, que foi ao ar durante a temporada de televisão de 2004–05.

### 2007–2015: Mad Men e ascensão à proeminência
Em talvez seu papel mais conhecido até o momento, Hendricks interpretou a gerente de escritório Joan Holloway na série Mad Men da AMC, ambientada em uma série de agências de publicidade fictícias na cidade de Nova York dos anos 1960. Sua atuação recebeu elogios da crítica e lhe rendeu seis indicações ao Primetime Emmy de Melhor Atriz Coadjuvante em Série Dramática ao longo das sete temporadas do programa.
Também em 2007, Hendricks fez sua estreia no cinema em La Cucina, um filme de drama que estreou no Showtime em dezembro de 2009, estrelado por Hendricks como escritora. Naquele ano, ela também estrelou o filme de suspense South of Pico, e apareceu em quatro episódios da série Life da NBC (2007–2008) no papel recorrente de Olivia, a futura madrasta do detetive Charlie Crews e interesse amoroso de Ted Earley.
Ela apareceu em um papel coadjuvante no thriller de ação Drive (2011), dirigido por Nicolas Winding Refn. No ano seguinte, ela foi escalada para um papel coadjuvante no filme dramático de Sally Potter, Ginger & Rosa , interpretando a mãe contracultural de um adolescente que cresceu na década de 1960. Em 2011, ela apareceu no palco em uma produção da Companhia de Stephen Sondheim no Lincoln Center for the Performing Arts. Ela emprestou sua voz e imagem no videogame de corrida de 2011 Need for Speed: The Run, interpretando o papel de Sam Harper.
Em 2014, ela interpretou a personagem principal na estreia na direção de Ryan Gosling, Lost River, um filme de fantasia ambientado em Detroit; recebeu críticas mistas. Ela dublou Zarina em The Pirate Fairy da Disney. Ela estrelou a adaptação do romance Dark Places (2015). Após a conclusão de Mad Men em 2015, ela estrelou como uma prostituta em duas temporadas da série Another Period (2015–2016) da Comedy Central, ambientada no início do século XX.

### 2016–presente: Good Girls e outros papéis
Em 2016, ela apareceu como uma das protagonistas do filme de suspense de Refn, The Neon Demon, interpretando uma agente de modelos. A resposta crítica ao filme foi polarizada, embora a revista francesa Cahiers du cinéma o tenha nomeado o terceiro melhor filme de 2016. No mesmo ano, ela estrelou seis episódios da série Hap e Leonard, interpretando a ex-esposa do investigador Hap Collins.
Em 2018, ela apareceu no filme de terror baseado em invasão de domicílio The Strangers: Prey at Night, interpretando a matriarca de uma família sitiada por assassinos. Após o lançamento, o filme recebeu críticas geralmente desfavoráveis dos críticos, embora Benjamin Lee do The Guardian tenha elogiado o desempenho de Hendricks. Foi um sucesso comercial, no entanto, arrecadando US$ 30 milhões.
Em 2018, Hendricks retornou à televisão na série The Romanoffs da Amazon Prime, reunindo-se com o criador de Mad Men, Matthew Weiner. Ela estrela como uma das protagonistas da série de comédia policial da NBC Good Girls, interpretando uma mulher que tenta obter o controle financeiro de sua vida assaltando um supermercado. O show durou até 2021. No final de 2018, Hendricks estrelou ao lado de Sienna Miller no drama American Woman, retratando uma mulher ajudando sua irmã a criar sua família na Pensilvânia rural. Ela também dublou Gabby Gabby, a principal antivilã na sequência animada da Disney/Pixar Toy Story 4 (2019). Em 2020, Hendricks dublou o policial Jaffe no filme Scooby-Doo de 2020 da Warner Bros.

## Vida pessoal e imagem pública
Em 11 de outubro de 2009, Hendricks se casou com o ator Geoffrey Arend. Dez anos depois, foi anunciado que eles haviam se separado, com o divórcio finalizado em dezembro de 2019. Desde 2021, ela está em um relacionamento com o operador de câmera George Bianchini. Eles anunciaram seu noivado em março de 2023, e se casaram em 20 de abril de 2024.
Hendricks comentou em setembro de 2010 que a mídia está muito focada nos corpos das mulheres e não em seus talentos reais. "Eu estava trabalhando duro em Mad Men e então tudo o que todo mundo estava falando era sobre meu corpo."

## Filmografia

### Filme
| Ano  | Título                       | Papel             | Notas              |
| ---- | ---------------------------- | ----------------- | ------------------ |
| 1999 | Sorority                     | Fawn              |                    |
| 2007 | La Cucina                    | Lily              |                    |
| 2007 | South of Pico                | Angela            |                    |
| 2010 | Leonie                       | Catherine         |                    |
| 2010 | Life as We Know It           | Alison Novack     |                    |
| 2011 | The Family Tree              | Alicia            |                    |
| 2011 | All-Star Superman            | Lois Lane         | Voz                |
| 2011 | Detachment                   | Ms. Sarah Madison |                    |
| 2011 | Drive                        | Blanche           |                    |
| 2011 | I Don't Know How She Does It | Allison           |                    |
| 2012 | Ginger & Rosa                | Natalie           |                    |
| 2013 | Struck by Lightning          | April             |                    |
| 2013 | From Up on Poppy Hill        | Miki Hokuto       | Dublagem em inglês |
| 2014 | How to Catch a Monster       | Billy             |                    |
| 2014 | God's Pocket                 | Jeanie            |                    |
| 2015 | Dark Places                  | Patty Day         |                    |
| 2016 | Zoolander 2                  | Sedutora          |                    |
| 2016 | The Neon Demon               | Roberta Hoffman   |                    |
| 2016 | Bad Santa 2                  | Diane Hastings    |                    |
| 2017 | Fist Fight                   | Monet             |                    |
| 2018 | Candy Jar                    | Amy Skinner       |                    |
| 2018 | The Strangers: Prey at Night | Cindy             |                    |
| 2019 | Toy Story 4                  | Gabby Gabby       | Dublagem em inglês |

### Televisão
| Ano       | Título                    | Papel                       | Notas                                     |
| --------- | ------------------------- | --------------------------- | ----------------------------------------- |
| 1999      | Undressed                 | Rhiannon                    | Papel recorrente                          |
| 2000      | Angel                     | Bar Maid                    | Episódio: “The Prodigal"                  |
| 2000–2001 | Beggars and Choosers      | Kelly Kramer                | Papel recorrente                          |
| 2001      | Thieves                   | Sunday                      | Episódio: "Casino"                        |
| 2002      | ER                        | Joyce Westlake              | 4 episódios                               |
| 2002      | The Court                 | Betsy Tyler                 | Papel recorrente                          |
| 2002      | The Big Time              | Audrey Drummond             | Filme televisivo                          |
| 2002–2003 | Firefly                   | Saffron / Bridget / Yolanda | Episódios - "Our Mrs. Reynolds" - "Trash" |
| 2003      | Miss Match                | Sarah                       | Episódio: "The Price of Love"             |
| 2003      | Hunger Point              | Frannie Hunter              | Filme televisivo                          |
| 2003      | Presidio Med              | Claire                      | Episódio: "Suffer Unto Me the Children…"  |
| 2004      | Tru Calling               | Alyssa                      | Episódio: "Murder in the Morgue"          |
| 2004–2005 | Kevin Hill                | Nicolette Raye              | Papel recorrente                          |
| 2005      | Cold Case                 | Esther 'Legs' Davis         | Episódio: " Colors"                       |
| 2006      | Jake in Progress          | Tanya                       | 4 episódios                               |
| 2006      | Las Vegas                 | Connie                      | Episódio: "Chaos Theory"                  |
| 2006      | Without a Trace           | Rachel Gibson               | Episódio: "Check Your Head"               |
| 2007      | Notes from the Underbelly | Holly                       | Episódio: "First Night Out"               |
| 2007–2008 | Life                      | Olivia Canton               | 4 episódios                               |
| 2007–2015 | Mad Men                   | Joan Holloway               | Elenco Principal                          |
| 2011      | Body of Proof             | Karen Archer                | Episódio: "Dead Man Walking"              |
| 2011      | American Dad!             | Naydern                     | Voz Episódio: "Gorillas in the Mist"      |
| 2018-2021 | Good Girls                | Beth Boland                 | Elenco Principal                          |
| 2025      | Good American Family      | Cynthia Mans                | Elenco Recorrente                         |

## Prémios e indicações
| Ano  | Prémio                               | Categoria                                                       | Trabalho                    | Resultado | Notas                         |
| ---- | ------------------------------------ | --------------------------------------------------------------- | --------------------------- | --------- | ----------------------------- |
| 2006 | SyFy Genre Awards                    | Best Special Guest/Television                                   | Firefly (Episódio: “Trash") | Venceu    |                               |
| 2008 | Screen Actors Guild Award            | Outstanding Performance by an Ensemble in a Drama Series        | Mad Men                     | Venceu    |                               |
| 2009 | Screen Actors Guild Award            | Outstanding Performance by an Ensemble in a Drama Series        | Mad Men                     | Venceu    |                               |
| 2009 | Festival de Televisão de Monte Carlo | Golden Nymph Award for Outstanding Actress in a Drama TV Series | Mad Men                     | Venceu    |                               |
| 2010 | Screen Actors Guild Award            | Outstanding Performance by an Ensemble in a Drama Series        | Mad Men                     | Indicado  |                               |
| 2010 | Emmy do Primetime                    | Outstanding Supporting Actress in a Drama Series                | Mad Men                     | Indicado  |                               |
| 2011 | Critics' Choice Television Award     | Best Supporting Actress in a Drama Series                       | Mad Men                     | Venceu    | Empatado com Margo Martindale |
| 2011 | Monte-Carlo Television Festival      | Golden Nymph Award for Outstanding Actress in a Drama TV Series | Mad Men                     | Indicado  |                               |
| 2011 | Screen Actors Guild Award            | Outstanding Performance by an Ensemble in a Drama Series        | Mad Men                     | Indicado  |                               |
| 2011 | Emmy do Primetime                    | Outstanding Supporting Actress in a Drama Series                | Mad Men                     | Indicado  |                               |
| 2012 | Critics' Choice Television Award     | Best Supporting Actress in a Drama Series                       | Mad Men                     | Venceu    |                               |
| 2012 | Emmy do Primetime                    | Outstanding Supporting Actress in a Drama Series                | Mad Men                     | Indicado  |                               |
| 2013 | Emmy do Primetime                    | Outstanding Supporting Actress in a Drama Series                | Mad Men                     | Indicado  |                               |